# Prudi
Prudi – wieś w Bośni i Hercegowinie, w Federacji Bośni i Hercegowiny, w kantonie środkowobośniackim, w gminie Jajce. W 2013 roku liczyła 420 mieszkańców, z czego większość stanowili Boszniacy.